# Gesamtschule Hollfeld
Die Staatliche Gesamtschule Hollfeld ist eine integrierte Gesamtschule in Hollfeld. Die Schule wurde im Rahmen eines bayernweiten Schulversuchs mit Gesamtschulen im Jahr 1972 gegründet. Seit Beendigung des Schulversuchs in den 1990er-Jahren wird die Gesamtschule Hollfeld als „Schule der besonderen Art“ mit eigener Schulordnung weitergeführt.

## Geschichte
Im Jahr 1970 stellte die Regierung von Oberfranken einen Antrag zur Gründung der Schule, welcher im Januar 1971 vom damaligen Kultusminister Hans Maier genehmigt wurde. Als „Schulversuch“ durfte die Schule unter strengen Richtlinien und wissenschaftlicher Begleitung öffnen, zunächst beschränkt auf die Jahrgangsstufen 5 bis 10. Am 6. Dezember 1971 wurde daraufhin mit dem Bau des Schulgebäudes angefangen. Zum Schuljahr 1972/73 begonnen 277 Fünftklässler in acht Eingangsklassen ihre schulische Laufbahn an der Gesamtschule Hollfeld. Das Schulgebäude wurde nach zwei Bauabschnitten am 26. Juni 1973 fertiggestellt, darauf folgten der Bau einer Dreifachturnhalle, Außensportanlagen sowie eines Schwimmbades in den Jahren 1975 bis 1978. In den 1990ern wurde der bayernweite Schulversuch mit Gesamtschulen unter dem damaligen Kultusminister Hans Zehetmair beendet. Seitdem wird die Staatliche Gesamtschule Hollfeld als eine von fünf „Schulen besonderer Art“ weitergeführt, für sie gilt eine eigens verfasste Schulordnung.
Bis zum Jahr 2009 mussten Gymnasialschüler der Gesamtschule Hollfeld nach erfolgreichem Belegen der 10. Jahrgangsstufe an ein Gymnasium im Umkreis wechseln, um dort die Qualifikationsphase der Oberstufe zu durchlaufen und das Abitur abzulegen. Nach Bemühungen des ehemaligen Schulleiters Martin Rohde wurde zum Schuljahr 2009/10 eine Kooperation mit dem Graf-Münster-Gymnasium Bayreuth realisiert, im Rahmen welcher die Hollfelder Schülerinnen und Schüler die Qualifikationsphase der Oberstufe an der Gesamtschule besuchen und dort auch ihr Abitur ablegen können.
2012 wurde das Schulgebäude um einen Neubau inklusive Mensa und Räumen für die offene Ganztagsschule erweitert. 2022 begann der Bau eines neuen MINT-Gebäudes.
Im Schuljahr 2022/23 feierte die Gesamtschule Hollfeld 50-jähriges Jubiläum.

## Schulprofil

### Orientierungsstufe

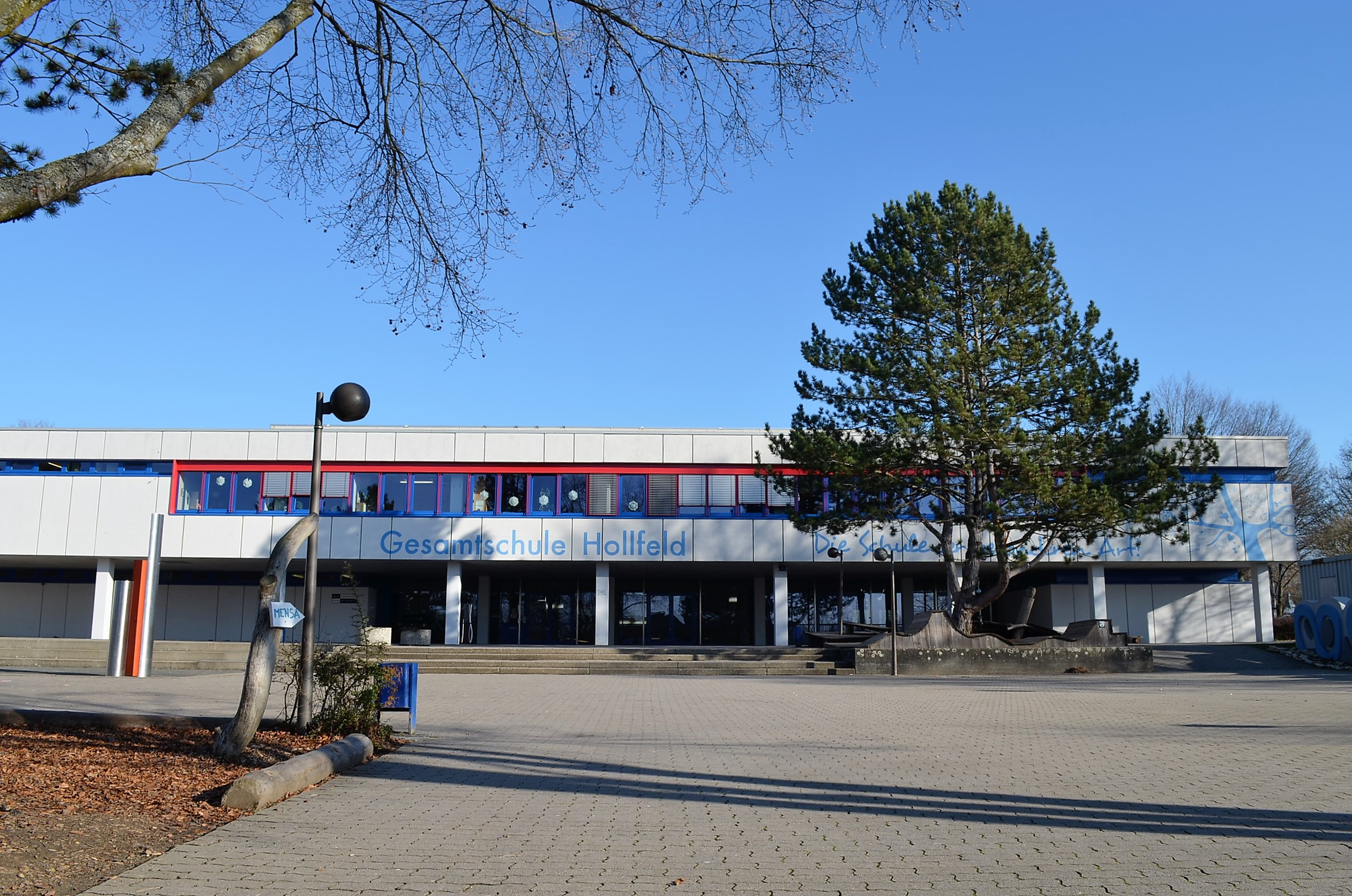
Schulgebäude (Altbau)

An der Gesamtschule Hollfeld werden alle Schülerinnen und Schüler, unabhängig von ihrer Schullaufbahnempfehlung der Grundschule, in den Klassen 5 und 6 gemeinsam in Kerngruppen der sogenannten Orientierungsstufe unterrichtet. Nach dem ersten Halbjahr der 5. Jahrgangsstufe findet auf Grundlage der bis dahin erhobenen Zensuren eine Einstufung in den Fächern Deutsch, Englisch und Mathematik statt. Je nach Einstufung (Niveau A, B oder C) erhalten die Schüler ab dann in Mathematik und Englisch außendifferenzierten Unterricht in eigenen Kursen. Niveau A entspricht dem Gymnasium, Niveau B der Realschule und Niveau C der Mittelschule. Im Fach Deutsch werden die Schüler über die gesamte Orientierungsstufe hinweg innerhalb ihrer Kerngruppe binnendifferenziert unterrichtet. Zum ersten sowie zweiten Halbjahr der 6. Jahrgangsstufe ist ein Wechsel in ein höheres oder niedrigeres Leistungsniveau möglich. Je nach Einstufung unterscheidet sich die Stundentafel der Schüler marginal, Schüler des A-Niveaus belegen ab der 6. Jahrgangsstufe beispielsweise eine zweite Fremdsprache (Französisch oder Latein). Die Schüler der 5. und 6. Klassen erhalten ihren Unterricht überwiegend in dafür angelegten Lernlandschaften mit eigenem Flur, was kursübergreifendes, kooperatives Lernen ermöglicht und den Raumwechsel erleichtert.

### Abschlussbezogene Klassen

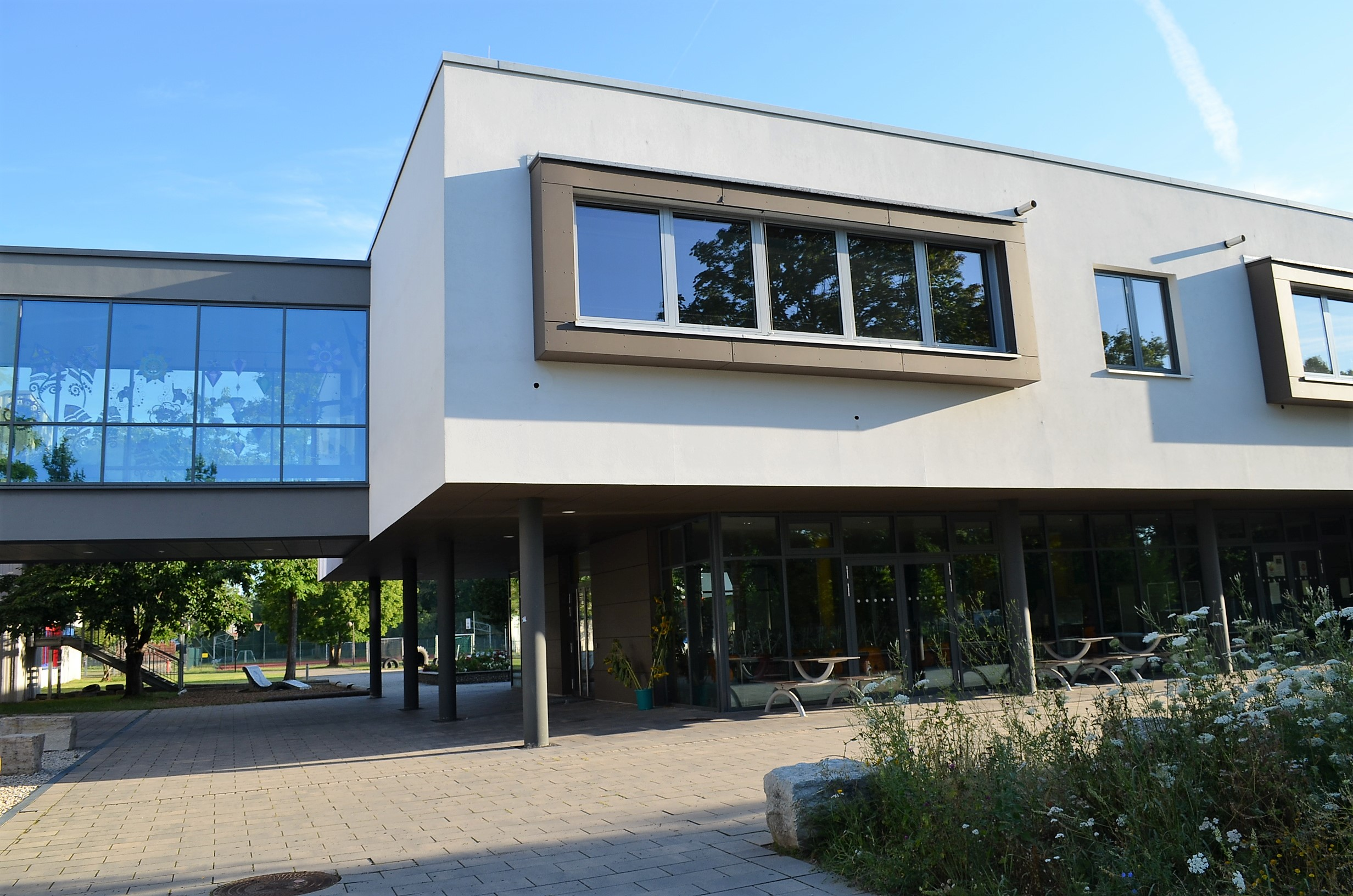
Neubau mit Mensa

Ab der 7. Jahrgangsstufe werden alle Schüler in abschlussbezogenen Klassen unterrichtet, abhängig von dem ihnen in der Orientierungsstufe zugeordneten Niveau. Der Lehrplan und die Stundentafel entsprechen nun vollständig dem der jeweiligen Schulart (Gymnasium, Realschule oder Mittelschule).
Nach dem erfolgreichen Besuch der 9. Jahrgangsstufe haben Schüler des Mittelschulzugs die Möglichkeit, den qualifizierenden Mittelschulabschluss („Quali“) zu erhalten. Mit einem guten Quali ist der Übertritt in die 10. Klasse des Realschulzugs möglich.
Schüler des Realschulzugs haben ab der 7. Klasse die Wahl, eine der vier Ausbildungsbereiche der bayrischen Realschule zu besuchen (mathematisch-naturwissenschaftlich, wirtschaftlich, fremdsprachlich oder hauswirtschaftlich). Nach erfolgreichem Ablegen der Abschlussprüfungen wird ihnen der mittlere Schulabschluss verliehen. Gute Absolventen der Realschule haben die Möglichkeit, in die 11. Klasse des Gymnasiums als Einführungsschüler überzutreten („Einführungsklasse“).
Die Schüler des Gymnasialzugs haben ab der 8. Klasse die Wahl zwischen der naturwissenschaftlich-technologischen (Schwerpunkt in Physik, Chemie und Informatik) sowie der sprachlichen Ausbildungsrichtung (dritte Fremdsprache: Französisch). Ab der 11. Jahrgangsstufe wird Spanisch als neu einsetzende spät beginnende Fremdsprache angeboten. Nach erfolgreichem Durchlaufen der Oberstufe wird den Schülern des Gymnasialzugs in Kooperation mit dem Graf-Münster-Gymnasium Bayreuth das Abitur verliehen.
Im Schuljahr 2023/24 besuchten etwa 25 % der Schüler ab der 7. Klasse den Mittelschulzug (Jgst. 7–9), 40 % den Realschulzug (Jgst. 7–10) und 35 % den Gymnasialzug (Jgst. 7–12).

### Wahlkurse und AGs
Unabhängig von der zugeordneten Schulart haben die Schüler die Möglichkeit, Wahlkurse und AGs aus dem Angebot der Schule zu besuchen, darunter z. B. Robotik, Schach, Theater, Experimentieren sowie zahlreiche Musik- und Sportkurse. Für besonders leistungsstarke Schüler gibt es einen Begabtenförderungskurs.